# Barbu fuligineux
Caloramphus fuliginosus
Espèce
Synonymes
- Mycropogon fuliginosus (protonyme)

Statut de conservation UICN

 LC  : Préoccupation mineure
Le Barbu fuligineux (Caloramphus fuliginosus) est une espèce d'oiseaux de la famille des Megalaimidae.

## Distribution
Cette espèce est endémique de Bornéo.

## Liste des sous-espèces
Selon la classification de référence du Congrès ornithologique international (version 6.4, 2016) :
- Caloramphus fuliginosus fuliginosus (Temminck, 1830)
- Caloramphus fuliginosus tertius Chasen & Kloss, 1929

## Taxinomie
Caloramphus fuliginosus hayii a été élevée au rang d'espèce à la suite des travaux de den Tex et Leonard en 2013.